# Prošće
Prošće (cyr. Прошће) – wieś w Czarnogórze, w gminie Pljevlja. W 2003 roku liczyła 2 mieszkańców.